# Scapigliatura
(Emilio De Marchi)

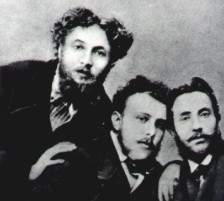
Emilio Praga, Carlo Dossi e Luigi Conconi, tra i massimi esponenti del gruppo Scapigliatura

La scapigliatura fu un gruppo artistico e letterario sviluppatosi nell'Italia settentrionale a partire dagli anni sessanta dell'Ottocento; ebbe il suo epicentro a Milano e si andò poi affermando in tutta la penisola. Il termine fu proposto per la prima volta da Cletto Arrighi (anagramma di Carlo Righetti) nel suo romanzo La scapigliatura e il 6 febbraio, pubblicato nel 1862, ed è la libera traduzione del termine francese bohème (vita da zingari), che si riferiva alla vita disordinata e anticonformista degli artisti, parigini, riconosciuti per la loro capigliatura anarchica  descritta nel romanzo di Henri Murger, Scènes de la vie de Bohème (1847-1849). Contro il romanticismo italiano maggioritario (Manzoni, Berchet, D'Azeglio), recuperarono le suggestioni del romanticismo straniero e diffusero il gusto del naturalismo francese nascente e del maledettismo alla Baudelaire, anticipando verismo e decadentismo.
Marco Valsecchi ha scritto che la Scapigliatura, «rispetto al parallelo francese di bohème, presenta un vantaggio innegabile e preminente; quello di non significare soltanto una difficile e fortunosa, anche se molte volte volontaria e scanzonata, condizione di vita; ma di coincidere con un preciso modo di essere sul piano dell'arte, che è più essenziale e conta più a lungo». Sostanzialmente lo stile mirava ad affrontare «il problema di una maggiore verità di pittura» che, a quel tempo, «degenerava troppo spesso in un virtuosismo esteriore».

## Storia
Gli scapigliati erano animati da uno spirito di ribellione nei confronti della cultura tradizionale e il buonsenso borghese però senza mai arrivare a criticare il ruolo delle donne nella borghesia, in quanto sostenevano che esse stesse non facessero abbastanza per emanciparsi, accettando un ruolo passivo.
Uno dei primi obiettivi della loro battaglia fu il moderatismo della cultura ufficiale italiana. Si scagliarono sia contro il romanticismo italiano, che giudicavano languido ed esteriore, sia contro il provincialismo della cultura risorgimentale. Guardarono in modo diverso la realtà, cercando di individuare il nesso sottile che legava quella fisica a quella psichica. Di qui il fascino che il tema della malattia esercitò sulla loro poetica, spesso riflettendosi tragicamente sulla loro vita che, come quella dei bohémiens francesi, fu per lo più breve.

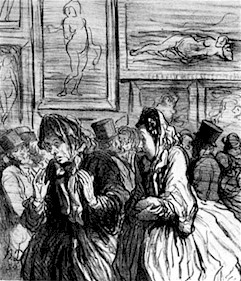
Un'incisione satirica eseguita nel 1864 da Honoré Daumier sui borghesi scandalizzati dalle pitture raffiguranti Venere nuda fa comprendere il clima di quegli anni verso le avanguardie impressioniste

La scapigliatura - che non fu mai una scuola o un movimento organizzato con una poetica comune,  codificata in modo preciso con manifesti e scritti teorici - ebbe il merito di far emergere per la prima volta in Italia il conflitto tra artista e società, tipico del romanticismo europeo: il processo di modernizzazione post-unitario aveva spinto gli intellettuali italiani, soprattutto quelli di stampo umanista, ai margini della società, e fu così che tra gli scapigliati si diffuse un sentimento di ribellione e di disprezzo radicale nei confronti delle norme morali e delle convinzioni correnti che ebbe però la conseguenza di creare il mito della vita dissoluta e irregolare (il cosiddetto maledettismo).
Di fronte agli aspetti della modernità, il progresso economico, quello scientifico e tecnico, gli scapigliati assumono un atteggiamento ambivalente: da un lato il loro impulso originario è di repulsione e orrore, come è proprio dell'artista, che si aggrappa a quei valori del passato, la bellezza, l'arte, la natura, l'autenticità del sentimento, che il progresso va distruggendo; dall'altro lato, rendendosi conto che quegli ideali sono ormai perduti, essi si rassegnano, delusi e disincantati, a rappresentare il "vero", gli aspetti della realtà presente e ad accettare la scienza positiva che li mette in luce.

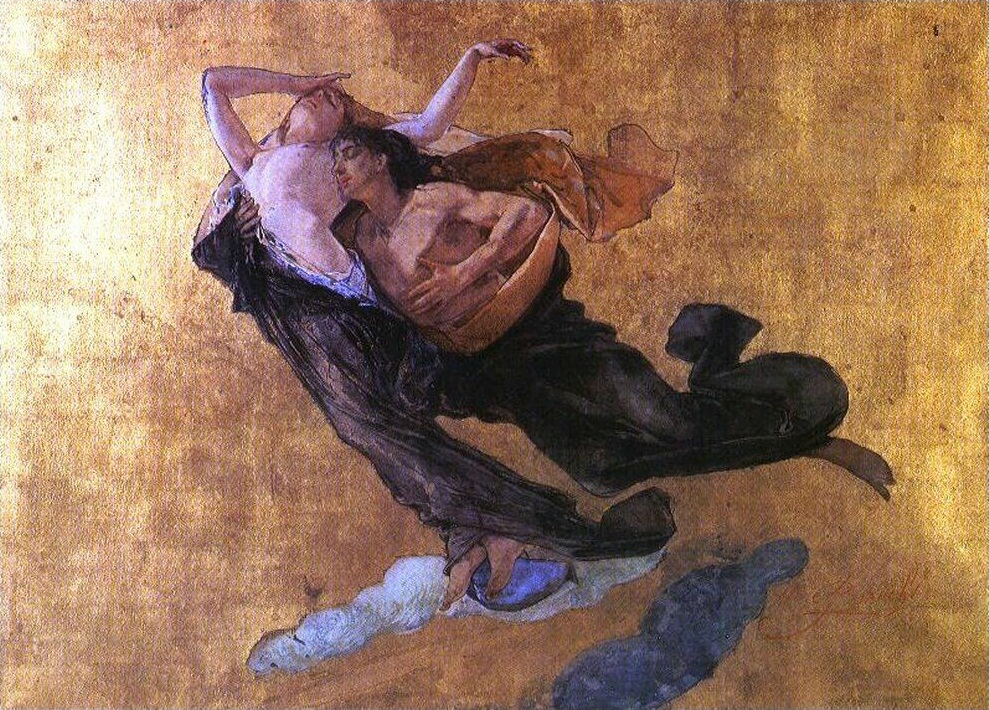
Paolo e Francesca (Mosè Bianchi, c. 1877. Galleria Civica d'Arte Moderna, Milano).

Negli scapigliati si forma una sorta di coscienza dualistica (una lirica di Arrigo Boito si intitola appunto Dualismo) che sottolinea lo stridente contrasto tra l'"ideale" che si vorrebbe raggiungere e il "vero", la cruda realtà, descritta in modo oggettivo e anatomico. Si sviluppa così un movimento che richiama innanzitutto i modelli tipicamente romantici tedeschi di E.T.A. Hoffmann, Jean Paul, Heinrich Heine, francesi, in special modo Charles Baudelaire, e anglosassoni (Percy e Mary Shelley, Edgar Allan Poe).
Questi poeti, tutti uomini, vivevano alla giornata, spesso in condizioni precarie, mantenendosi solo grazie alla loro arte poetica, ripudiati dal mondo borghese loro contemporaneo. Non sentendosi dunque accolti dalla società, andranno a indagare sugli aspetti più crudi e patologici del loro tempo. E se i protagonisti dei loro testi saranno affetti da malattie, anche nel loro modo di vita questi poeti si lasciano andare: c'è chi si darà all'alcool, chi alle droghe, chi si farà consumare dalla malattia.
Nel 1881, in occasione della esposizione nazionale, organizzarono una contro-esposizione scapigliata dal gusto goliardico denominata l'Indisposizione di Belle Arti, ideata dall'artista Vespasiano Bignami.

### Esponenti

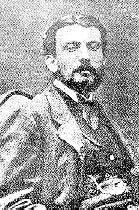
Cletto Arrighi

Il termine "scapigliatura" venne utilizzato per la prima volta da Cletto Arrighi (pseudonimo di Carlo Righetti) nel romanzo La Scapigliatura e il 6 febbraio (1862).
 Altri importanti esponenti del movimento scapigliato furono Vittorio Imbriani, Giovanni Camerana, Iginio Ugo Tarchetti (autore del romanzo Fosca), Carlo Dossi, i fratelli Arrigo e Camillo Boito, Giuseppe Amisani, Ferdinando Fontana, Antonio Ghislanzoni ed Emilio Praga (considerato colui che stese il manifesto, la lirica Preludio del 1864, che contiene la dichiarazione della poetica scapigliata, assieme a Dualismo di Arrigo Boito); vicini alla scapigliatura per certi versi furono anche Olindo Guerrini con lo pseudonimo di Lorenzo Stecchetti, e in minima parte Mario Rapisardi; in campo artistico i pittori Francesco Filippini, che su queste basi darà vita al movimento dell'impressionismo italiano in opposizione a quello francese, Tranquillo Cremona, Mosè Bianchi, Daniele Ranzoni, Luigi Conconi, lo scultore Giuseppe Grandi; in campo musicale lo stesso Arrigo Boito (che fu sia compositore che librettista), Franco Faccio, Alfredo Catalani e Amilcare Ponchielli. Anche Giacomo Puccini mosse i suoi primi passi all'interno del mondo della scapigliatura con due libretti di Fontana, cioè Le Villi ed Edgar, ed in seguito compose l'opera La bohème. Politicamente, rifiutavano i modelli dominanti, o al massimo riconoscendosi nell'estrema sinistra storica di Felice Cavallotti, poeta e politico, ex garibaldino, già giornalista sul Gazzettino rosa e in gioventù voce della scapigliatura politica, talvolta sconfinando in un anarchismo, anche se staccato dal movimento anarchico "ufficiale".
La posizione della scapigliatura nella storia culturale dell'Ottocento è quella di una sorta di crocevia intellettuale, attraverso cui filtrano correnti di pensiero, forme di letteratura straniera e temi letterari che contribuiscono a rinnovare e togliere l'alone di provincialismo dal clima culturale italiano, opponendosi al classicismo di Giosuè Carducci e ai "manzoniani" come Emilio De Marchi, che descrisse efficacemente la scapigliatura dall'esterno.

Gli scapigliati con il loro culto del vero, e con l'attenzione a ciò che è patologico, macabro e deforme, e con il loro impietoso proposito di analizzarlo come anatomisti, introducono in Italia il gusto del nascente naturalismo, il simbolismo, il romanticismo europeo e un certo psicologismo.

### Eredità
I temi scapigliati furono ripresi nettamente solo dal decadentismo successivo, specialmente da una parte della narrativa e poesia di Gabriele D'Annunzio (es. Trionfo della morte col personaggio di Ippolita Sanzio, che pur essendo bella ha i tratti di malattia e distruttività della Fosca di Tarchetti, Le novelle della Pescara e Intermezzo di rime), da alcune poesie di Giovanni Pascoli, da Antonio Fogazzaro (Malombra), oltre che da una parte del verismo (Luigi Capuana col suo Il marchese di Roccaverdina); in maniera più imitativa da Ernesto Ragazzoni (1870-1920), considerato da alcuni critici l'ultimo erede della scapigliatura milanese e in epoca contemporanea da Antonino Reitano (1980), poeta e studioso della Scapigliatura, dei "poeti maledetti" e del movimento futurista.